# Veeremäe
Pour les articles homonymes, voir Veere.
Veeremäe est un village de la commune de Saaremaa dans le comté de Saare en Estonie.

## Présentation
Veeremäe est situé près de la baie Tagalaht.
Jusqu'à la réforme administrative des municipalités estoniennes en 2017, le village appartenait à la commune de Kihelkonna et s'appelait Veere .
Le Port de Veere est situé à Veeremäe.
Dans la partie ouest du village se trouve le marais de Kõlaja .
La route Kuressaare–Kihelkonna–Veere se termine dans le village .
Au 31 décembre 2011, il comptait 20 habitants et aussi 20 habitants en 2020.